# Edmond de Laheudrie
Edmond de Laheudrie, né à Trévières, au manoir de la Jumellière, le 23 octobre 1861 et mort le 31 août 1946, est un sculpteur et historien français.

## Biographie
Auguste-Edmond Le Tual de Laheudrie est le fils de Jacques-Émile Le Tual de Laheudrie, propriétaire terrien, né à Trévières en 1819, et de Mathilde-Aimée Bigot.
Il obtient une médaille au Salon des artistes français en 1901 avec la sculpture La Cruche cassée.

## Œuvres

### Sculptures
- Caen, place de la République : Monument à Charles Demolombe, bronze, inauguré le 5 août 1905[2] et remplaçant le monument précédent dédié à Daniel-François-Esprit Auber. Endommagé par le bombardement de 1944, le monument est déposé dans les réserves du musée de Normandie, la statue de L'Étudiant est installée devant le logis des Gouverneurs[3]. L'ensemble a été réinstallé sur la place en mars 2024.
- Trévières : Monument aux morts de Trévières, 1921, statue en bronze. Endommagée par le bombardement de juin 1944, l'œuvre a volontairement été laissée dans cet état[4].

### Publications
- Histoire du Bessin, Recherches sur le Bessin. Histoires du Bessin des origines à la Révolution, Caen, L. Jouan et R. Bigot, 1930, in-8o.  — Prix Montyon 1931.
- Bayeux, capitale du Bessin : des origines à la fin de la monarchie, Bayeux, Colas, 1945.
- Recherches sur le Bessin. Trévières : monographie d'une paroisse rurale du Bessin des origines à la fin du XIXe siècle, Bayeux, René-P. Colas, 1948 ; réédition : Paris, Res Universis, 1990  (ISBN 2877602893).

Œuvres d'Edmond de Laheudrie
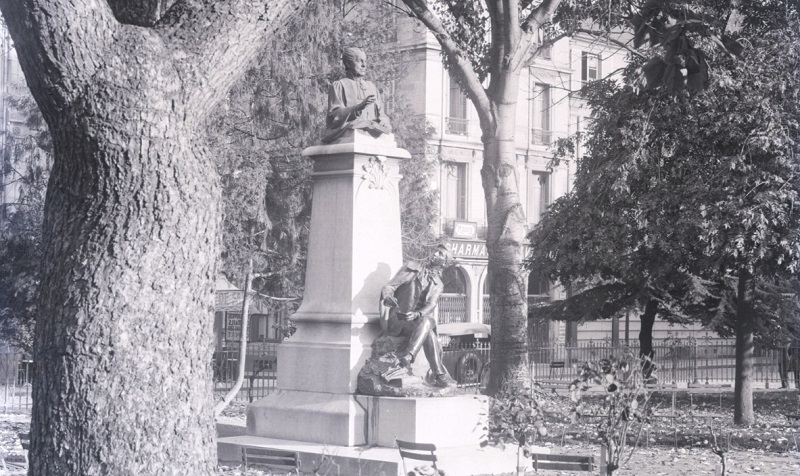
Monument à Charles Demolombe (1905), Caen, place de la République.
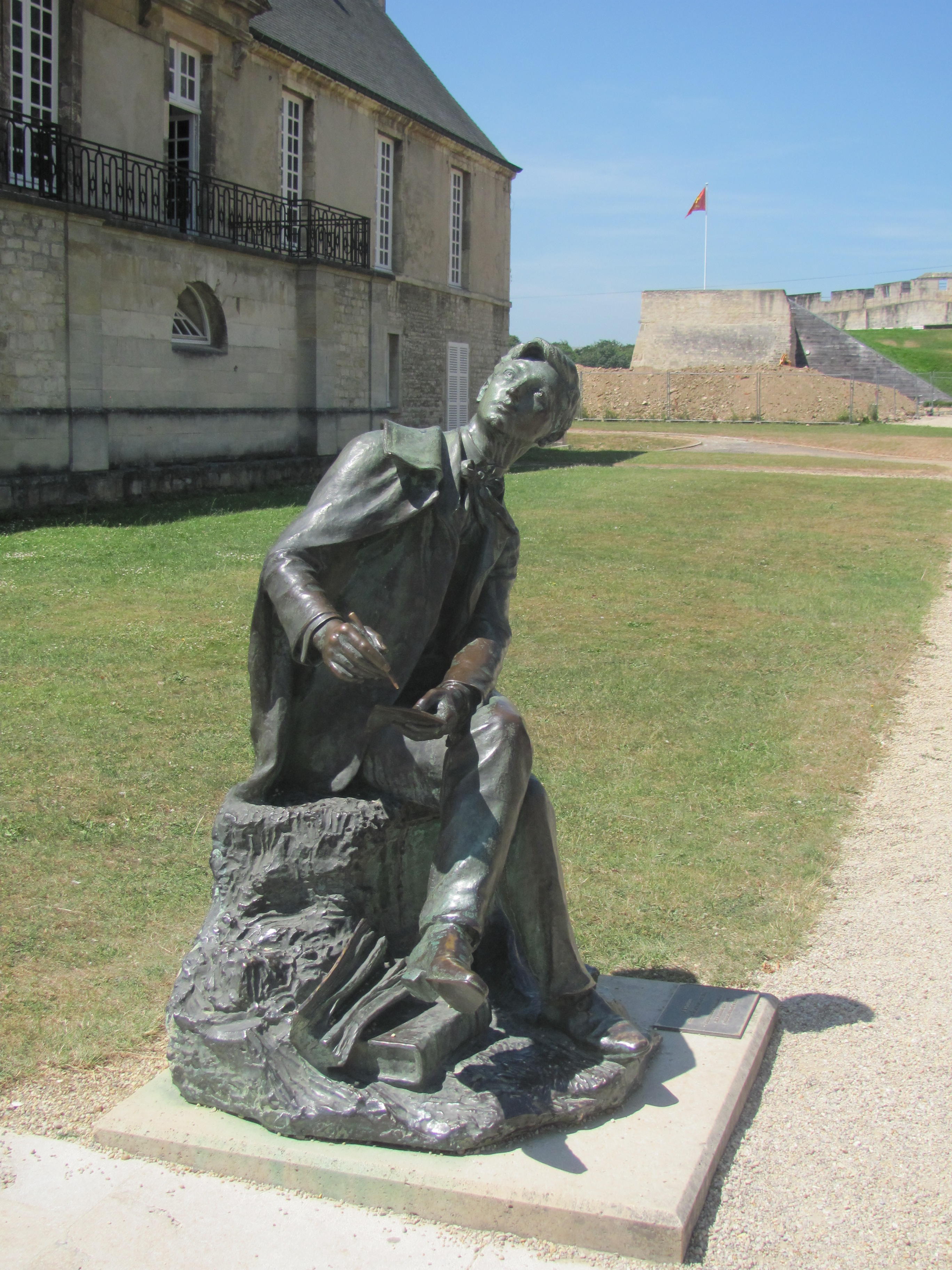
L'Étudiant (1905), élément du Monument à Charles Demolombe, Caen, musée de Normandie.
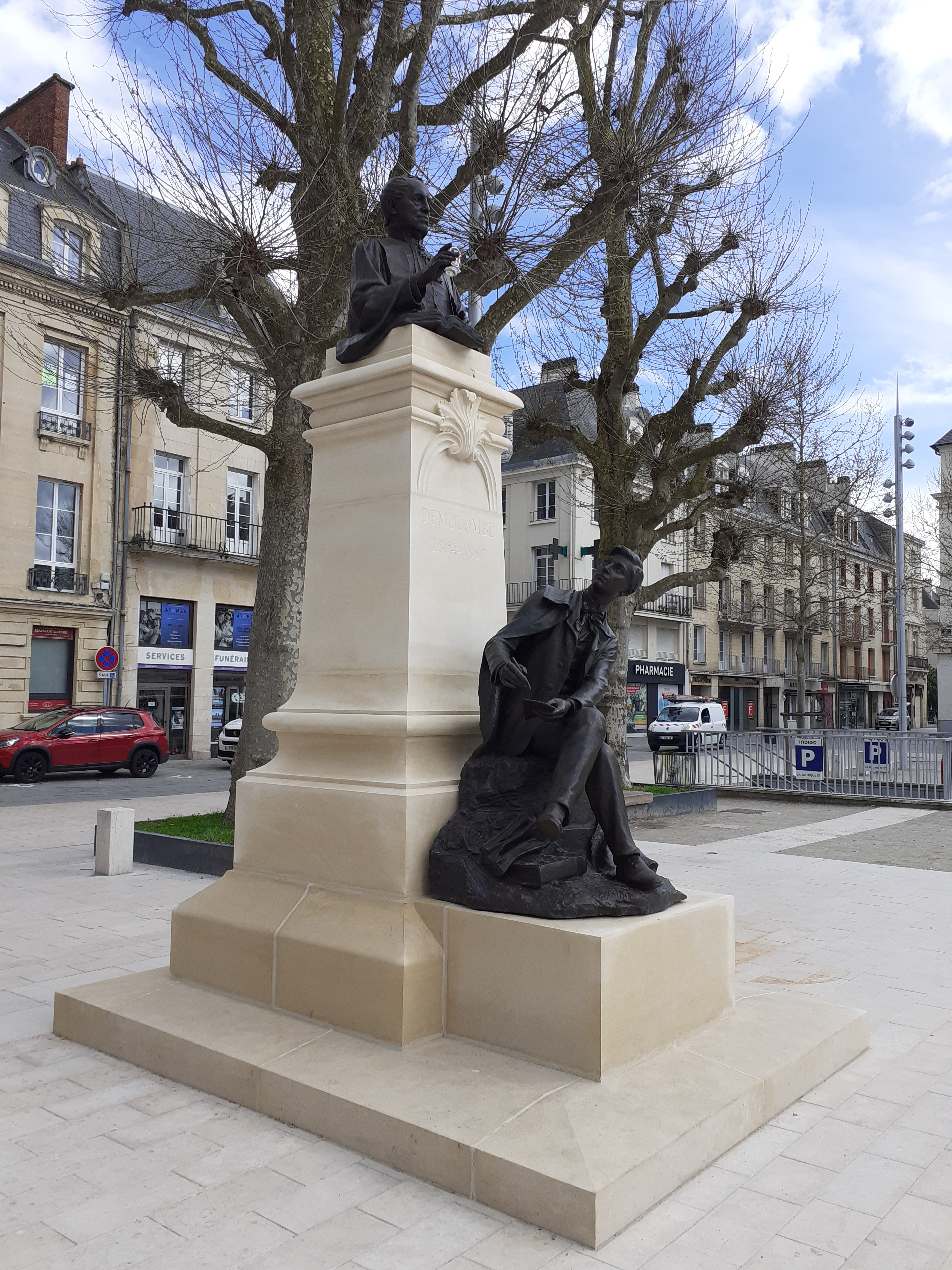
Le groupe statuaire du Monument à Demolombe réuni à nouveau sur la Place de la République en 2024.
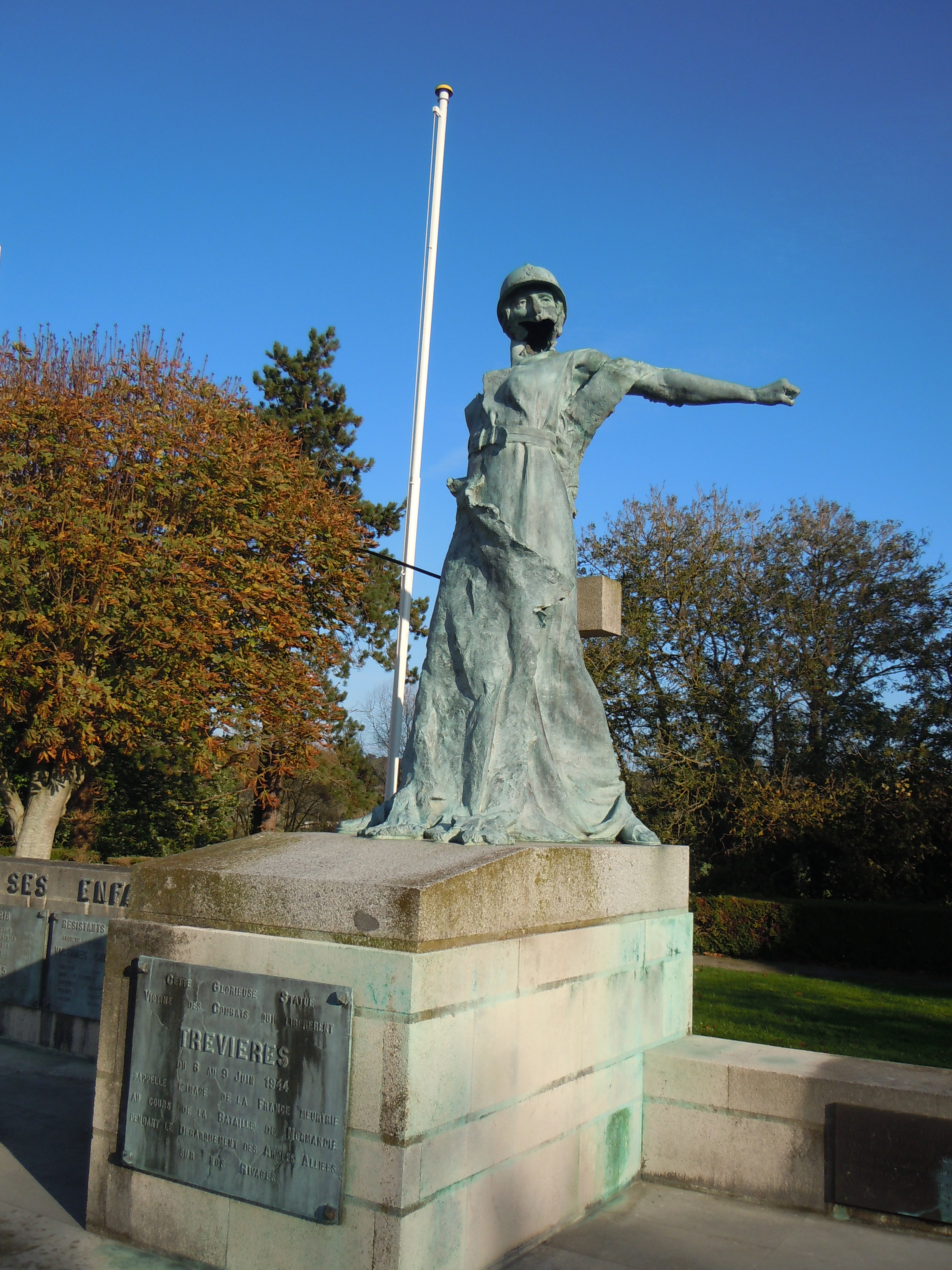
Monument aux morts de Trévières (1921).